# Incrocio Manzoni 2.15
Die Rotweinsorte Incrocio Manzoni 2.15 ist eine Kreuzung aus der weißen Glera-Rebe (so heißt seit Anfang 2010 die Rebsorte Prosecco) und der roten Sorte Cabernet Sauvignon. Sie wurde in den 1920er-Jahren vom italienischen Züchter Luigi Manzoni am Weinbau-Institut Conegliano kreiert. (Incrocio (ital.) = Kreuzung)
Die Neuzüchtung verdankt ihre Entstehung einem Zufall, denn eigentlich hatte Luigi Manzoni eine Kreuzung zwischen den zwei weißen Sorten Glera x Sauvignon Blanc geplant. Durch den Fehler einer Hilfskraft wurde aber der Samen des roten Cabernet Sauvignon für den Sämling des Kreuzungspartner genommen und es entstand eine rote Sorte.
Die Rotweine, die aus dieser Rebsorte gekeltert werden, sind von tiefroter Farbe, sehr fein, aromatisch aber leicht tanninlastig.

## Synonyme
Die Rebsorte Manzoni 2.15 ist auch unter den folgenden Synonymen bekannt: I.M. 2.15, Incrocio Manzoni 2.15, Manzoni 2-15, Manzoni Nero, Manzoni Rosso, Prosecco × Cabernet Sauvignon 2-15.
Siehe auch den Artikel Weinbau in Italien sowie die Liste der Rebsorten in Italien.